# Музей Немировича-Данченко
Мемориальный музей-усадьба Владимира Ивановича Немировича-Данченко(укр. Меморіальний музей-садиба Володимира Івановича Немировича-Данченка) — филиал Донецкого областного краеведческого музея.
Музей находится в селе Нескучное Великоновосёлковского района Донецкой области и посвящён театральному деятелю Владимиру Ивановичу Немировичу-Данченко.
Музей был открыт в 1993 году по решению Донецкого областного исполкома. Музей располагается в усадебном доме посреди парка. Этот дом имеет статус памятника истории и культуры с 1969 года. С 1992 года дом занесён в государственный реестр национального культурного достояния Украины.
Усадьба была родовым имением педагога и просветителя Николая Александровича Корфа. Он жил здесь с 1856 по 1872 год и с 1880 по 1883 год. После смерти Николая Александровича в эту усадьбу ежегодно на лето приезжал Владимир Иванович Немирович-Данченко вместе со своей семьёй.
В экспозиции музея находятся личные вещи Владимира Ивановича Немировича-Данченко, а также Николая Александровича Корфа.
В 2008 году в музее проводилась презентация художественного почтового конверта, посвящённого Владимиру Ивановичу Немировичу-Данченко.